# Comberouger
Comberouger is een Franse gemeente in het departement Tarn-et-Garonne (regio Occitanie). Comberouger telde op 1 januari 2022 268 inwoners. De plaats maakt deel uit van het arrondissement Montauban.

## Geografie
De gemeente ligt in de landstreek Lomagne. De Lambon stroomt door de gemeente. De oppervlakte van Comberouger bedraagt 12,0 km², de bevolkingsdichtheid is 18,8 inwoners per km².
De onderstaande kaart toont de ligging van Comberouger met de belangrijkste infrastructuur en aangrenzende gemeenten.

## Demografie
Aan het einde van de 19e eeuw telde de gemeente ongeveer 440 inwoners.
Onderstaande figuur toont het verloop van het inwonertal (bron: INSEE-tellingen).